# Piero da Vinci
Piero da Vinci foi segundo historiadores filho de Antonio da Vinci, foi casado com Caterine da Vinci e é considerado o pai ilegítimo  de Leonardo da Vinci. Além de ser avô ilegítimo de Paulo de Leonardo da Vinci.

## Genealogia

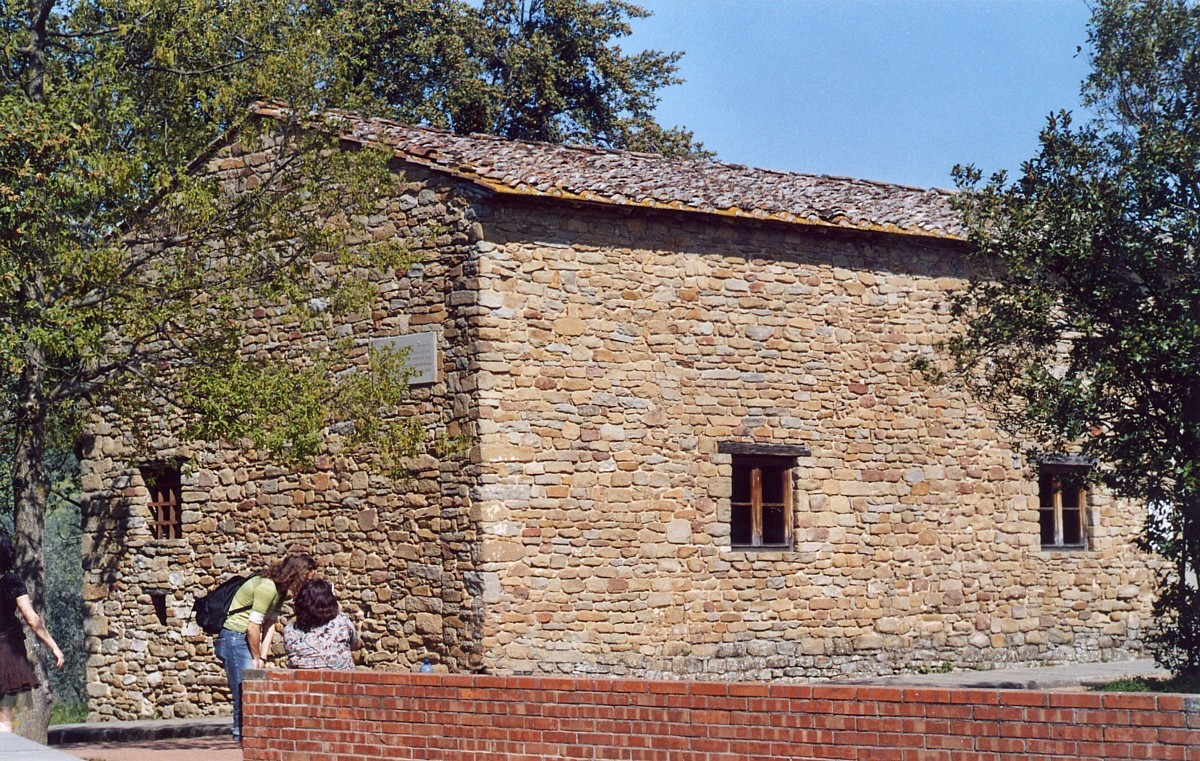
Possível casa de infância de Leonardo no município de Vinci no vilarejo de Anchiano.

Não se sabe muito sobre as origens dos Vinci, segundo registros Caterine foi uma camponesa de origens do oriente médio que vivia em Florença. no vilarejo de Anchiano, na comuna italiana de Vinci, na Toscana, situada no vale do rio Arno, dentro do território dominado à época por Florença, outros registros apontão que Catarine era uma escrava de nobres em Florença, o nome completo de batismo de leonardo era "Leonardo di Ser Piero da Vinci", que significa "Leonardo, (filho) de (Mess)ser Piero de Vinci.
A mãe de Leonardo teria se casado com Accattabriga del Vaca, e Piero se casou com uma jovem de dezesseis anos chamada Albiera di Giovanni Amadori.
| “ | De tempos em tempos, o Céu nos envia alguém que não é apenas humano, mas também divino, de modo que através de seu espírito e da superioridade de sua inteligência, possamos atingir o Céu. | ” |

## Família Vinci
- Antonio da Vinci avô de Leonardo da Vinci.
- Piero da Vinci pai de Leonardo da Vinci.
- Caterine da Vinci mãe de Leonardo da Vinci.
- Leonardo da Vinci polimata italiano renascentista.
- Accattabriga del Vaca padrasto de Leonardo da Vinci.